# 외국인 노동자
외국인 노동자(外國人勞動者, 영어: foreign workers, guest workers)는 국가 간의 국경을 넘어 일자리에서 일하는 노동자이다. 인력을 송출하는 국가의 입장에서는 해외노동자이며, 인력을 수입하는 국가의 입장에서는 외국인 노동자가 된다. 대한민국은 1960년대에서 1970년대에 타국에 일하러 가는 해외노동자가 많았고, 이후 외국인 노동자에 관련된 법률 등을 제정하면서, 인력 수입국이 되었다.

## 같이 보기
- 불법체류(불법이민)